# Singletzuurstof

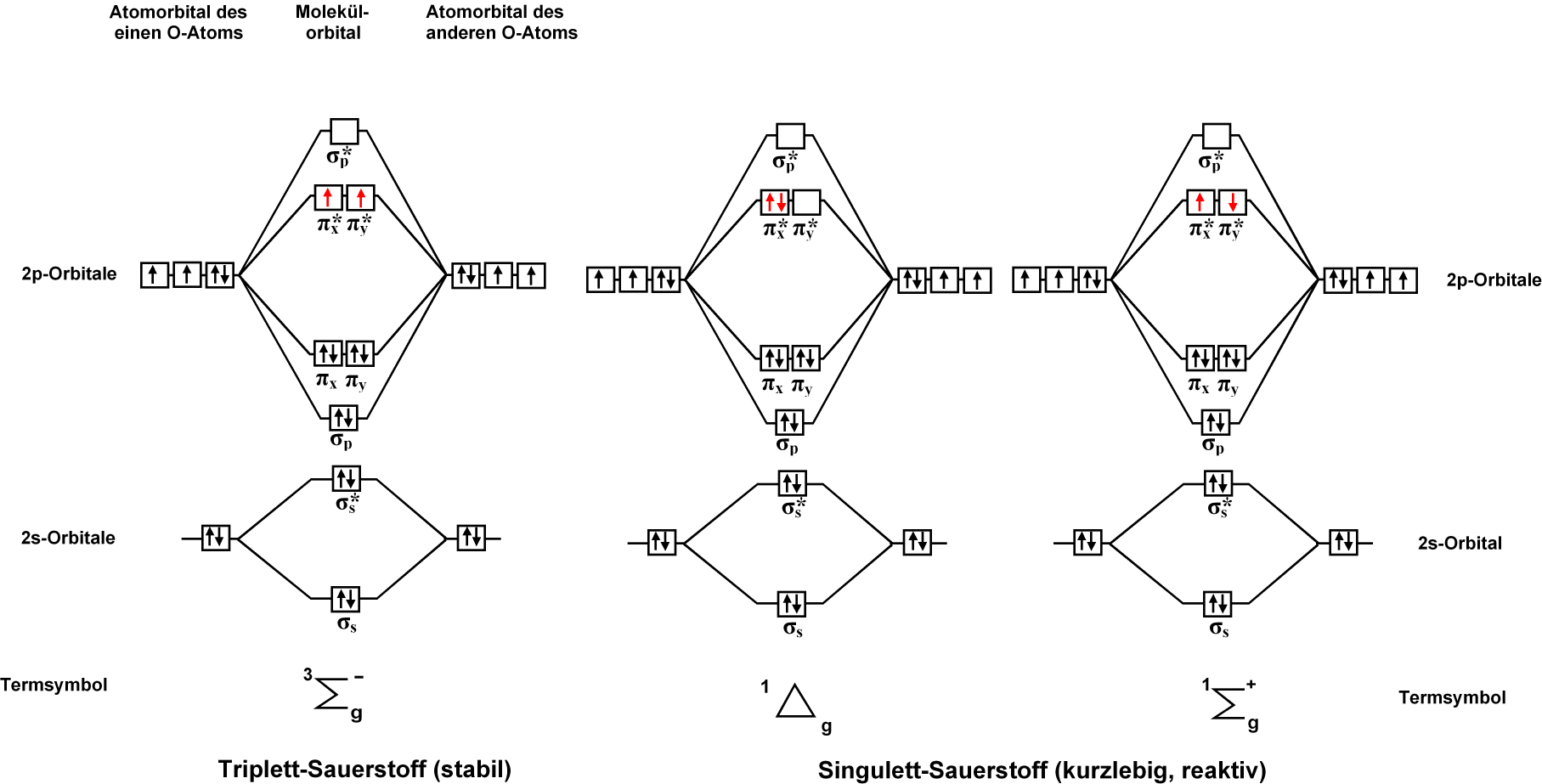
De drie toestanden van zuurstofgas: links de grondtoestand triplet zuurstof, in het midden de meest stabiele aangeslagen toestand singletzuurstof a¹Δ_{g} en rechts de instabiele aangeslagen toestand singletzuurstof b¹Σ_{g}^{+}.

Singletzuurstof is de gemeenschappelijke naam voor de twee aangeslagen toestanden van dizuurstof. Deze twee toestanden zijn niet stabiel en bezitten een hogere energie dan de grondtoestand tripletzuurstof. Het enige verschil zit in de spin van de πg-orbitalen.
Singletzuurstof neemt ten opzichte van een magnetisch veld maar één toestand aan, vandaar zijn naam in tegenstelling tot tripletzuurstof dat drie toestanden aanneemt ten opzichte van een magnetisch veld. Singletzuurstof vertoont dus in tegenstelling tot tripletzuurstof geen paramagnetisme.
De O2(b¹Σg+) toestand is instabiel en zet zich snel om naar de toestand O2(a¹Δg). Daarom slaat singletzuurstof hoofdzakelijk op de O2(a¹Δg) toestand.

## Natuurkunde
Het energieverschil tussen de grondtoestand tripletzuurstof en de aangeslagen toestand singletzuurstof bedraagt 94,2 kJ/mol. Dit stemt overeen met een overgang in het nabij infrarood bij een golflengte van 1270 nm. De levensduur van singletzuurstof bedraagt 72 minuten. In de nabijheid van mogelijke reactiepartners verkort dit tot micro- of zelfs nanoseconden. Singletzuurstof is (door de hogere energie-inhoud) reactiever dan tripletzuurstof.
Singletzuurstof is aantoonbaar door zijn zwakke fosforescentie bij 1270 nm in het infrarood. Bij hoge concentratie is gelijktijdige fluorescentie van twee singletzuurstofmoleculen bij botsing zichtbaar als een rode gloed bij de halve golflengte 635 nm. De uitgezonden hoeveelheid energie is van twee moleculen afkomstig en dus twee keer zo hoog. Hetzelfde geldt voor de frequentie van de uitgezonden straling. De bijbehorende golflengte λ is tweemaal zo klein, vanwege het verband
{\displaystyle E={\frac {hc}{\lambda }}}

## Scheikunde
Singletzuurstof is veel reactiever dan tripletzuurstof en kan reacties aangaan die tripletzuurstof niet kan aangaan. Singletzuurstof kan Diels-Alderreacties en een-reacties aangaan. Singletzuurstof kan ontstaan door energieoverdracht vanuit een kleurstof zoals methyleenblauw of porfyrine (chlorofyl!), bij ontleding van diwaterstoftrioxide in water of de reactie van waterstofperoxide met hypochloriet.
Singletzuurstof reageert met alkenen door een allylisch proton in een een-reactie te onttrekken zodat een hydroperoxide ontstaat. Dat kan dan gereduceerd worden tot allylisch alcohol. Met sommige stoffen vormt zich dioxetaan en cyclische diënen zoals 1,3-cyclohexadieen.
Bij verbranding zet de ontsteking zuurstofgas eerst om van tripletzuurstof naar singletzuurstof.

## Biologie
In fotosynthese maakt chlorofyl bij belichting singletzuurstof aan. Daarbij verhindert caroteen schade aan het eigen organisme.
In zoogdieren oxideert singletzuurstof LDL cholesterol, wat hart en bloedvaten beschadigt. Antioxidantia zoals polyfenol en vitamines kunnen schade van singletzuurstof indijken.
Singletzuurstof is ook de actieve stof in fotodynamische therapie, waarbij het singletzuurstof kankercellen vernietigt.
Witte bloedcellen geven singletzuurstof af om ongewenste cellen te vernietigen.